# 莫折大提
莫折 大提（ぼせつ たいてい、? - 524年）は、北魏の反乱指導者。本貫は秦州。チベット系羌の出身。

## 経歴
524年（正光5年）6月、秦州の城民の薛珍・劉慶・杜遷らが反乱を起こし、刺史の李彦を捕らえた。大提が反乱軍の首領に推されて、秦王を自称した。南秦州の城民の孫掩・張長命・韓祖香がまた反乱を起こし、刺史の崔遊を殺して、大提の乱に呼応した。大提は秦州の城民の卜朝を高平に派遣して攻め落とし、鎮将の赫連略と行台の高元栄を殺害した。大提はまもなく死去し、子の莫折念生が後を継いで、反乱を指導した。

## 伝記資料
- 『魏書』巻9 粛宗紀第9
- 『魏書』巻59 列伝第47
- 『北史』巻4 魏本紀第4